# Lisa Sounio-Ahtisaari

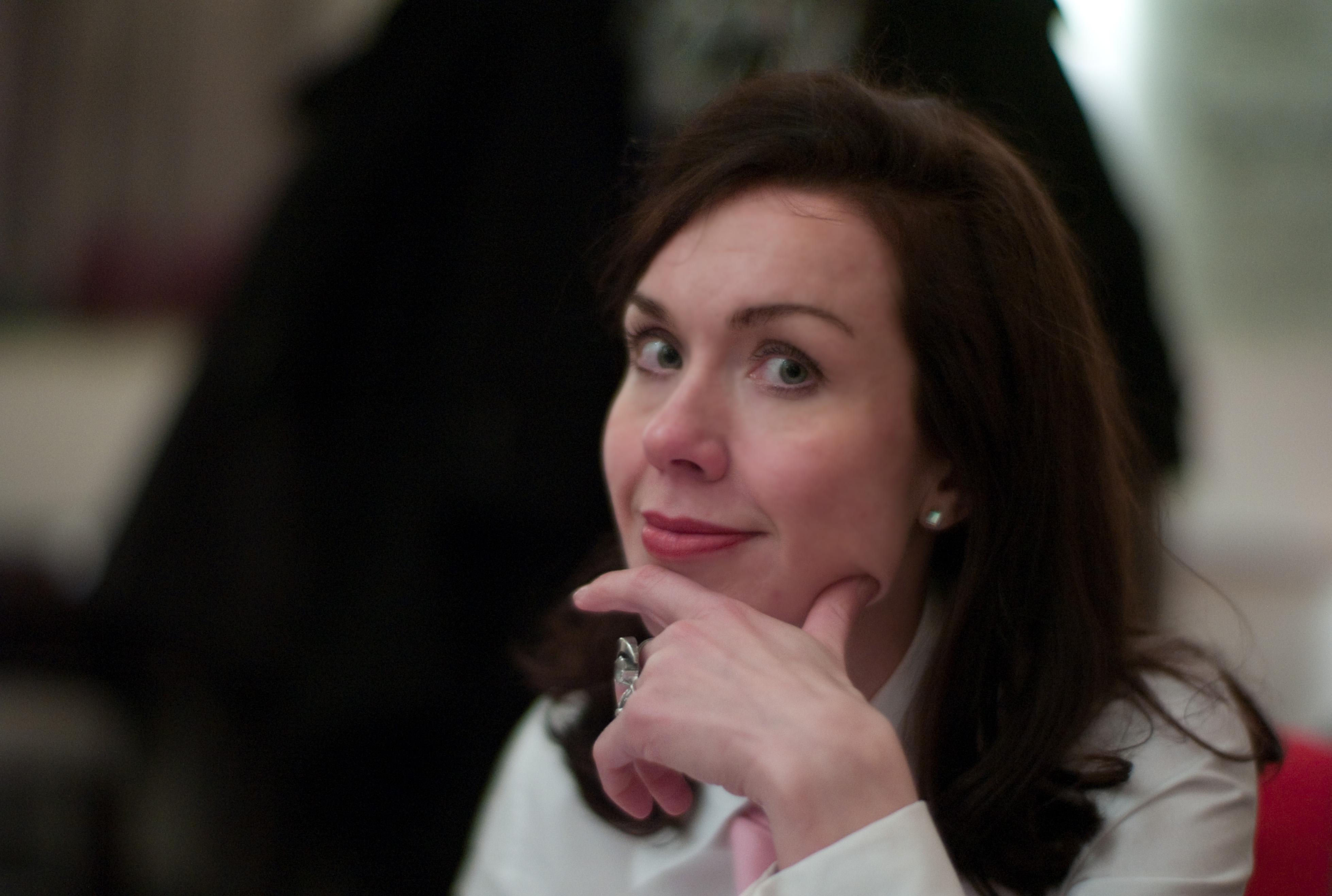

Lisa Christa Maria Sounio-Ahtisaari, född 1970 i Parikkala, Östra Finland, är en finländsk företagare som lett en konsult- och kommunikationsbyrå och fungerat som kolumnist i dem ledande affärstidningarna i Finland. 
Förutom examen i affärsekonomi har Sounio studerat industriell design, produktutveckling, kommunikation och språk. Före sin företagarbana ansvarade hon om branding och produktutveckling. 
Sounio var med och grundade webbservicen Dopplr Oy året 2007 som köptes upp av Nokia 2009 och servicen upphörde fyra år senare. 
Under 2010 gav hon ut en bok om varumärkesbyggande branding, som har sålts i nio upplagor.
Hon är svärdotter till Finlands tidigare president och nobelpristagaren Martti Ahtisaari.